# Laurent Bénézech
Laurent Bénézech (Pamiers, 19 dicembre 1966) è un ex rugbista a 15 francese.

## Biografia
Proveniente dal Pamiers, esordì nel rugby di alto livello nel Tolosa, con cui conquistò due titoli nazionali e una Coppa. Al Racing Club (Parigi), vinse un terzo titolo di campione di Francia nel 1990, e nel 1994 esordì in Nazionale.
Prese parte ai tornei del Cinque Nazioni del 1994 e 1995; fu anche convocato per la Coppa del Mondo di rugby 1995 in Sudafrica, giungendo fino alla finale per il terzo posto, vinta contro l'Inghilterra; nello stesso anno disputò anche un incontro nel club a inviti dei Barbarians.
Passato professionista nel 1996, disputò una stagione in Inghilterra negli Harlequins, poi tornò in Francia al Narbona, dove nel 2000 chiuse la carriera agonistica.
Già presidente dell'associazione francese rugbisti, ha dato nel 2007 alle stampe un libro, Anatomie d'une partie de rugby, in cui viene narrato lo svolgimento di un incontro da un punto di vista interiore.
Collabora inoltre a l'Équipe TV come commentatore di fatti di rugby.

## Palmarès
- Campionati francesi: 3
Tolosa: 1985-86, 1988-89
Racing Club: 1989-90
- Coppe di Francia: 1
Tolosa: 1987-88